# Distrito de Llacllín
El Distrito de Llacllín es uno los diez distritos ubicados en la provincia de Recuay en el Departamento de Ancash, bajo la administración del Gobierno regional de Ancash. en el Perú.

## Historia
La historia demuestra que Llacllín, políticamente perteneció al distrito de Pararín desde el año 1824 hasta el 8 de noviembre de 1963, fecha histórica que al darse la ley N.º 14699 por la que dispone la separación política del distrito de Pararín, siendo presidente el arquitecto Fernando Belaúnde Terry; aprobado por el congreso dicha ley el 7 de noviembre del mismo año, siendo presidente de la cámara de diputados Fernando León de Vivero y el presidente del senado Julio de la Piedra; considerando como sus caseríos: El pueblo de Chaucayán, el centro poblado de Huanchuy y Paltap, el pueblo de Huacyón.

## Geografía
Llacllin se encuentra en las faldas occidentales de la cordillera negra, hacia el suroeste de la capital de la provincia, comprendido entre los distritos vecinos de Pararin, Tapacocha y Huallapampa, en la parte alta del valle de la fortaleza de Paramonga, con una extensión aproximada de 56.50 km² de terreno, según CENAGRO de 1994, se encuentra comprendido entre las regiones yunga, quechua y suni.
La capital del distrito es el pueblo que lleva el mismo nombre y se encuentra a 3,008msnm y las cimas a más de 3,900msnm.
La población urbana está ubicada al lado oeste del territorio, frente al colosal e histórico cerro “pila punta”, que se encuentra en la jurisdicción del distrito de Pararin, además hasta enclavada entre las cima de 3 colinas que son:
San Cristóbal, Sekrurupampa huairona que son divididos por pequeños arroyos de las inmediaciones de la población y uno que nace de la parte alta de la población denominada Llacllín chucchu que pasa por el centro de la población. 

## Autoridades

### Municipales
- 2023 - 2026[2]
  - Alcalde: Grover Ignacio Huamán Alonzo, de Acción Popular.
  - Regidores:

  1. Sotil Ramírez Resurreción (Acción Popular)
  2. Evelyn Cadillo Huamán (Acción Popular)
  3. Rafael Hizo (Acción Popular)
  4. Mirla Huerta Resurrección (Acción Popular)
  5. Alex Padilla Hizo (Partido Juntos por el Perú)

Alcaldes anteriores
- 2019-2022: Isabel Edmundo Huamán De la Cruz.
- 2015-2018:[3] Eddi Casimiro Huerta Resurrección, del Partido Político Siempre Unidos.
- 2011-2014: Cristóbal Ramírez Salomé.
- 2007-2010: Fortunato Simeón Resurrección Jaramillo
- 2004-2007: Penelope Nilvert Tapia Koki